# Pont-de-Metz
Pont-de-Metz é uma comuna francesa na região administrativa de Altos da França, no departamento de Somme. Estende-se por uma área de 7,69 km². Em 2010 a comuna tinha 2 486 habitantes (densidade: 323,3 hab./km²).